# Белвју (Флорида)
Белвју (енгл. Belleview) град је у америчкој савезној држави Флорида. По попису становништва из 2010. у њему је живело 4.492 становника.

## Демографија
Према попису становништва из 2010. у граду је живело 4.492 становника, што је 1.014 (29,2%) становника више него 2000. године.
| Група             | 2000.         | 2010.         |
| Белци             | 3.005 (86,4%) | 3.513 (78,2%) |
| Афроамериканци    | 147 (4,2%)    | 276 (6,1%)    |
| Азијати           | 20 (0,6%)     | 51 (1,1%)     |
| Хиспаноамериканци | 267 (7,7%)    | 594 (13,2%)   |
| Укупно            | 3.478         | 4.492         |